# Layvin Kurzawa
Pour les articles homonymes, voir Kurzawa.
Layvin Kurzawa, né le 4 septembre 1992 à Fréjus (Var), est un footballeur international français.

## Biographie

### Carrière en club

#### Préformation
En 2005, il intègre le pôle espoirs d'Aix-en-Provence, nouvellement ouvert, pour deux ans de préformation.

#### Débuts à l'AS Monaco (2010-2015)

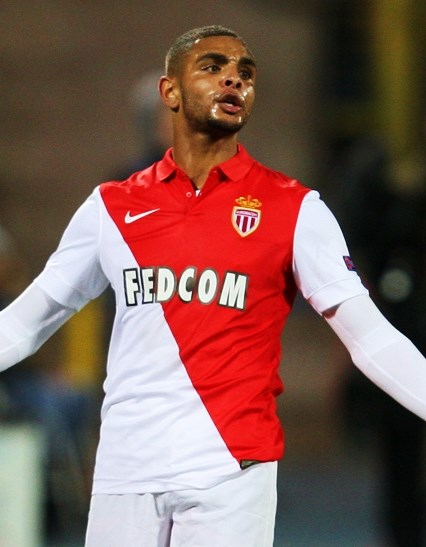
Layvin Kurzawa avec le maillot de l'AS Monaco lors d'un match face au Zénith Saint-Pétersbourg (2014).

Formé à l'AS Monaco, il est lancé avec les professionnels par Guy Lacombe le 22 septembre 2010 lors d'un match de Coupe de la Ligue contre le RC Lens, alors qu'il vient de fêter ses 18 ans quelques jours plus tôt. Il fait ses débuts en Ligue 1 trois jours après au FC Lorient. Pour sa première saison, il dispute six matchs avec l'équipe première toutes compétitions confondues mais c'est surtout avec les U19 Nationaux de l'AS Monaco qu'il se signale. En effet, il est titulaire dans l'équipe qui remporte la Coupe Gambardella au Stade de France en mai 2011 contre l'AS Saint-Étienne (1-1, 4 tab à 3).
La saison suivante, il joue à nouveau très peu malgré la descente du club en Ligue 2, notamment en raison de plusieurs blessures. Il signe néanmoins son premier contrat professionnel en février 2012. Le club termine 8e en championnat.
La saison suivante, il est cantonné à un rôle de doublure de Yióryos Tzavéllas, disputant huit matchs de championnat lui permettant de remporter le titre de champion de France de Ligue 2 2013, le club retrouve l'élite du foot français. Il marque également son premier but professionnel lors d'un déplacement au SC Toulon (3-1 a.p) en Coupe de France.
Layvin Kurzawa effectue donc son retour en Ligue 1 avec Monaco pour la saison 2013-2014. Lors de la préparation et du début de championnat, il s'intègre dans l'équipe-type de l'AS Monaco, pourtant renforcée par de nombreuses recrues défensives à l'inter-saison, dont Éric Abidal et Ricardo Carvalho. Il est notamment titulaire lors de la première journée de Ligue 1 face aux Girondins de Bordeaux, où il délivre une passe décisive pour le premier but monégasque (2-0). Il inscrit son premier but en Ligue 1 le 14 décembre 2013, contre l'En avant de Guingamp en reprenant de la tête un corner de James Rodríguez lors d'une victoire deux buts à zéro. Au début de l'année 2014, il se montre régulièrement décisif aux avant postes en permettant à l'ASM de prendre de précieux points. En l'espace de quelques semaines, il inscrit plusieurs buts Montpellier HSC, le Toulouse FC, le FC Lorient et offre la victoire dans le temps additionnel lors de la réception du Stade de Reims. Ses bonnes performances lui valent d'être élu dans l'équipe-type de la Ligue 1, aux trophées UNFP, aux côtés de son partenaire James Rodriguez. Le club est vice-champion de France derrière le Paris Saint-Germain.
Lors de la saison 2014-2015, il est titulaire indiscutable au poste d'arrière gauche. Le 16 septembre 2014, il participe à son premier match européen lors de la première journée de phase de poule de Ligue des champions contre le Bayer Leverkusen. Le club termine premier du groupe, puis élimine Arsenal en huitième de finale grâce à une victoire avec trois buts lors du match aller à l'Emirates Stadium et malgré la défaite deux à zéro à domicile lors du match retour. Le club est éliminé en quart de finale par la Juventus de Turin. Il prend part à trente-neuf rencontres toutes compétitions confondues et joue ses premiers matchs en sélection.
Après avoir commencé la saison suivante avec l'ASM en jouant six matchs et marqués ses deux premiers buts en Ligue des champions, il quitte le club le 27 août 2015 pour rejoindre le club de la capitale.

#### Paris Saint-Germain (2015-2024)

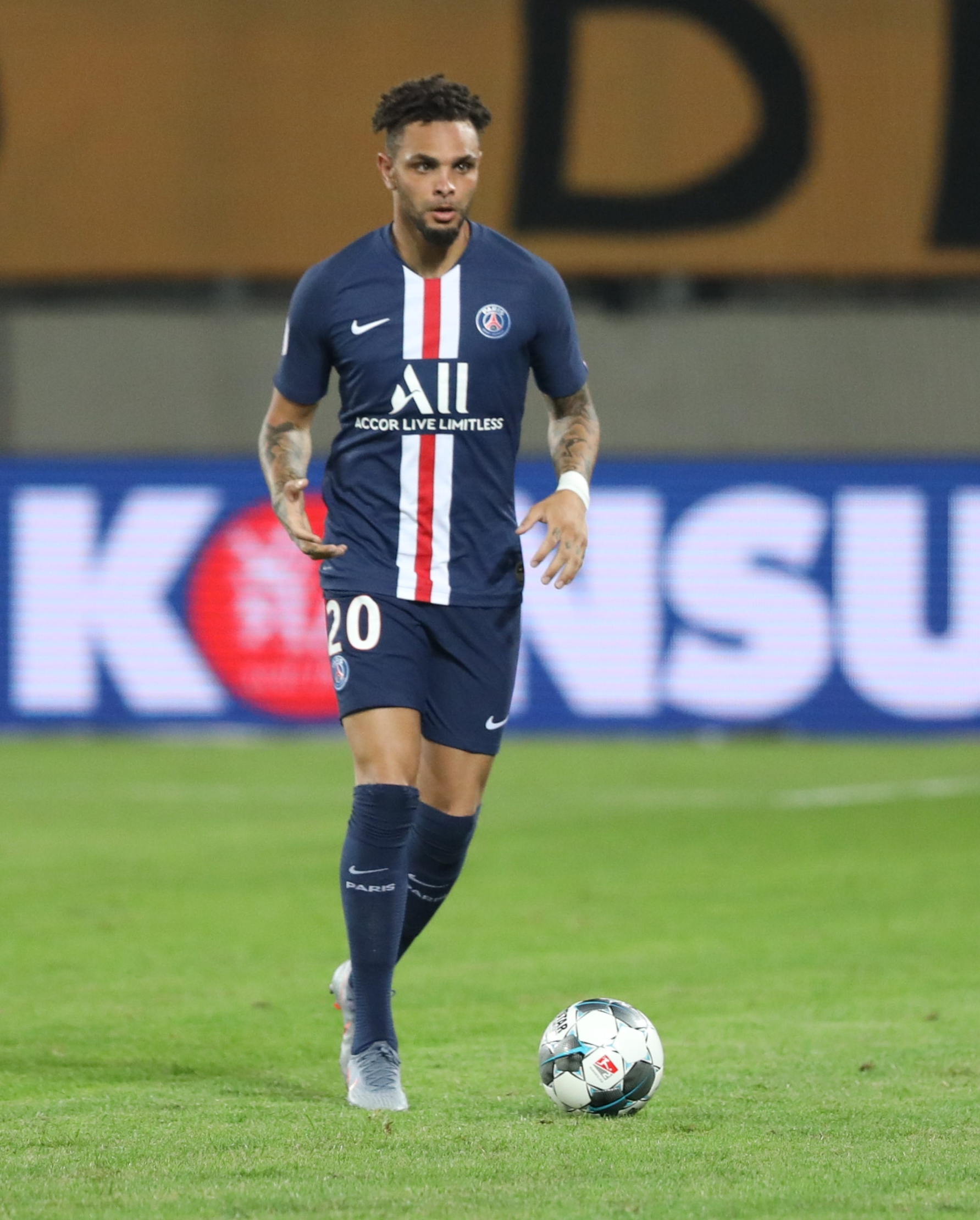
Layvin Kurzawa sous les couleurs du Paris Saint-Germain lors d'un match contre le Dynamo Dresden (2019).

Il rejoint le Paris Saint-Germain et signe un contrat de cinq ans pour un montant de 23 millions d'euros pour être la doublure du Brésilien Maxwell. Il joue son premier match le 11 septembre 2015 en entrant en cours de jeu contre les Girondins de Bordeaux pour le compte de la 5e journée de Ligue 1. Il inscrit son premier but le 25 octobre 2015 suivant en ouvrant le score contre l'AS Saint-Étienne à l'occasion de la 11e journée pour une victoire quatre buts à un. Il dispute son premier match de Ligue des champions sous le maillot parisien le 8 décembre 2015 lors de la dernière journée de poules avec la réception du Chakhtar Donetsk puisqu'en ayant disputé le tour préliminaire la même saison avec l'AS Monaco, il n'est pas éligible avant la deuxième phase de la compétition avec son nouveau club. Le club remporte le triplé championnat, Coupe de France et Coupe de la Ligue.
La saison suivante débute avec une victoire 4-1 lors du Trophée des champions, remporté contre l'Olympique lyonnais, pendant lequel il marque. Il enchaîne ses bonnes performances lors des deux premières journées de championnat en marquant à chaque fois. Bénéficiant de la confiance d'Unai Emery, Layvin Kurzawa passe devant Maxwell dans la hiérarchie et est titulaire pour les grands rendez-vous européens. Toutefois, malgré une victoire 4-0 au match aller, le PSG est éliminé face au FC Barcelone (défaite 6-1) en huitième de finale de la Ligue des champions dans une rencontre singulière, où Layvin Kurzawa inscrit le deuxième but catalan contre son camp. La retraite de Maxwell à l'été 2017 provoque l'arrivée d'un nouveau latéral gauche dans l'effectif parisien, l'Espagnol Yuri Berchiche. Le Français continue pourtant d'être titulaire durant la première partie de saison. Le 31 octobre 2017, il s'offre même un triplé lors du match retour contre Anderlecht. Il inscrit également une belle reprise de volée contre l'Olympique lyonnais début 2018, n'empêchant pas la défaite des joueurs de la capitale.
Cependant, ses performances irrégulières vont lui coûter sa place dans le onze titulaire jusqu'à être relégué sur le banc lors du huitième de finale contre le Real Madrid. Sa rigueur défensive et sa qualité de centre lui sont principalement reprochées. Durant l'intersaison, Yuri Berchiche quitte Paris et est remplacé par Juan Bernat arrivé en provenance du Bayern Munich. Victime d'une pubalgie et d'une hernie discale, Layvin Kurzawa ne dispute aucune minute de match lors de la première partie de saison et fait seulement son retour en 2019 en Coupe de France contre Pontivy. Entre-temps, son concurrent espagnol s'est installé à son poste en marquant plusieurs buts importants en coupe d'Europe. L'année suivante, l'entraîneur Thomas Tuchel continue de faire confiance à Juan Bernat mais donne plus de temps de jeu à Layvin Kurzawa, quitte à le faire jouer plus haut sur le terrain. En 2020, plusieurs blessures de l'Espagnol lui permettent de redevenir titulaire alors qu'il était tout proche de signer à la Juventus de Turin au mercato d'hiver.
Le 29 juin 2020, alors que Layvin Kurzawa arrive en fin de contrat avec le Paris Saint-Germain et qu'il est courtisé par plusieurs clubs européens dont l'Inter de Milan, il prolonge son contrat de quatre années jusqu'en 2024 assorti d'une revalorisation salariale.

#### Prêt à Fulham (2022-2023) et retour au PSG (2023-2024)
Le 1er septembre 2022, Layvin Kurzawa est prêté à Fulham,mais se blesse gravement lors d'un entraînement en février 2023,. Au total, Layvin Kurzawa aura joué six matchs, inscrivant deux buts en Coupe d'Angleterre.
Il effectue son retour au PSG pour la saison 2023-2024 mais ne joue que très peu, notamment lors d'un match contre le Racing Club Strasbourg Alsace. Il est payé 500 000 euros par mois par le PSG.
Le 13 mai 2024, il annonce son départ du Paris Saint-Germain, après neuf années passées au club.

#### Transfert libre à Boavista (2025)
Le 12 février 2025, après sept mois sans club, il s'engage avec le Boavista FC, alors lanterne rouge du championnat portugais.

### En sélection

#### Avec les jeunes (2010-2014)
Layvin Kurzawa est appelé avec l'équipe de France des moins de 19 ans de football en 2010-2011 et dispute huit matchs avec les Bleuets cette saison là. Il est également approché par la Fédération polonaise pour intégrer l'équipe nationale en 2011.
Après deux ans d'absence en sélection française, il est convoqué par Willy Sagnol pour participer au Tournoi de Toulon 2013 avec son coéquipier en club Nampalys Mendy. Il participe à deux rencontres sur les cinq disputées par les Bleuets, qui terminent troisième de la compétition. Auteur d'un bon début de saison en club, il est appelé pour la première fois avec l'équipe de France espoirs de Willy Sagnol pour affronter l'Arménie (éliminatoires Euro 2015) et les Pays-Bas (amical) en novembre 2013.
Il fait ses débuts lors du match à score nul (1-1) contre les Pays-Bas le 18 novembre 2013. Il inscrit ses deux premiers buts, dont un ciseau acrobatique, le 4 septembre 2014 lors d'une large victoire (5-1) au Kazakhstan. Lors des barrages, il inscrit son troisième but lors du match retour en Suède mais ça ne suffit pas à empêcher l'élimination des Bleuets (2-0, 1-4). Lors de ce match, il se moque d'un geste (la main sur le front) des Suédois et en particulier de John Guidetti. Malheureusement pour lui, John Guidetti va finalement offrir le but de la victoire à la Suède (cette élimination prive également les espoirs français des Jeux olympiques d'été de 2016), et retourne au Français le même geste, qu'il utilisera comme célébration pour ses buts à venir. Cependant, les deux joueurs font la paix à l'occasion d'un France - Suède le 18 novembre 2014, chez les « A » cette fois. John Guidetti explique qu'il utilise dorénavant cette célébration pour la beauté de ce geste et non par provocation.

#### Avec les A (2014-2019)
Le 9 novembre 2014, Layvin Kurzawa est convoqué pour la première fois en équipe de France, profitant de la blessure de Benoît Trémoulinas. Le 14 novembre 2014, il dispute le match amical (1-1) contre l'Albanie à Rennes, en remplaçant Lucas Digne à la 70e minute.
Il est titulaire quatre jours plus tard contre la Suède, à Marseille. Seulement, il ne peut terminer ce match à cause d'une lésion musculaire à la cuisse dans les dernières minutes de jeu (il est remplacé par Lucas Digne).
Le 1er septembre 2016, il retrouve la sélection lors d'un match amical contre l'Italie et en profite pour marquer son premier but en sélection.

## Statistiques

### En club
| Saison                | Club                  | Championnat           | Championnat | Championnat | Championnat | Coupe nationale | Coupe nationale | Coupe nationale | Coupe de la Ligue | Coupe de la Ligue | Coupe de la Ligue | Supercoupe | Supercoupe | Supercoupe | Compétition(s) continentale(s) | Compétition(s) continentale(s) | Compétition(s) continentale(s) | Compétition(s) continentale(s) | Total | Total | Total |
| Saison                | Club                  | Division              | M.          | B.          | P.d.        | M.              | B.              | P.d.            | M.                | B.                | P.d.              | M.         | B.         | P.d.       | Comp.                          | M.                             | B.                             | P.d.                           | M.    | B.    | P.d.  |
| 2010-2011             | AS Monaco             | Ligue 1               | 5           | 0           | 0           | -               | -               | -               | 1                 | 0                 | 0                 | -          | -          | -          | -                              | -                              | -                              | -                              | 6     | 0     | 0     |
| 2011-2012             | AS Monaco             | Ligue 2               | 4           | 0           | 0           | -               | -               | -               | -                 | -                 | -                 | -          | -          | -          | -                              | -                              | -                              | -                              | 4     | 0     | 0     |
| 2012-2013             | AS Monaco             | Ligue 2               | 8           | 0           | 1           | 2               | 1               | 0               | 3                 | 0                 | 0                 | -          | -          | -          | -                              | -                              | -                              | -                              | 13    | 1     | 1     |
| 2013-2014             | AS Monaco             | Ligue 1               | 28          | 5           | 3           | 1               | 0               | 0               | -                 | -                 | -                 | -          | -          | -          | -                              | -                              | -                              | -                              | 29    | 5     | 3     |
| 2014-2015             | AS Monaco             | Ligue 1               | 27          | 0           | 4           | 2               | 0               | 0               | 2                 | 0                 | 0                 | -          | -          | -          | C1                             | 8                              | 0                              | 0                              | 39    | 0     | 4     |
| 2015-2016             | AS Monaco             | Ligue 1               | 3           | 1           | 0           | -               | -               | -               | -                 | -                 | -                 | -          | -          | -          | C1                             | 3                              | 2                              | 0                              | 6     | 3     | 0     |
| Sous-total            | Sous-total            | Sous-total            | 75          | 6           | 8           | 5               | 1               | 0               | 6                 | 0                 | 0                 | -          | -          | -          | -                              | 11                             | 2                              | 0                              | 97    | 9     | 8     |
| 2015-2016             | Paris Saint-Germain   | Ligue 1               | 16          | 3           | 5           | 4               | 0               | 0               | 4                 | 0                 | 0                 | -          | -          | -          | C1                             | 1                              | 0                              | 0                              | 25    | 3     | 5     |
| 2016-2017             | Paris Saint-Germain   | Ligue 1               | 18          | 2           | 2           | 1               | 0               | 0               | 1                 | 0                 | 0                 | 1          | 1          | 1          | C1                             | 5                              | 0                              | 2                              | 26    | 3     | 5     |
| 2017-2018             | Paris Saint-Germain   | Ligue 1               | 20          | 2           | 1           | 1               | 0               | 1               | 0                 | 0                 | 0                 | 1          | 0          | 0          | C1                             | 6                              | 3                              | 2                              | 28    | 5     | 4     |
| 2018-2019             | Paris Saint-Germain   | Ligue 1               | 19          | 1           | 2           | 2               | 0               | 0               | 0                 | 0                 | 0                 | 0          | 0          | 0          | C1                             | 0                              | 0                              | 0                              | 21    | 1     | 2     |
| 2019-2020             | Paris Saint-Germain   | Ligue 1               | 14          | 1           | 0           | 5               | 0               | 1               | 2                 | 0                 | 0                 | 0          | 0          | 0          | C1                             | 4                              | 0                              | 0                              | 25    | 1     | 1     |
| 2020-2021             | Paris Saint-Germain   | Ligue 1               | 19          | 1           | 1           | 2               | 0               | 0               | -                 | -                 | -                 | 1          | 0          | 0          | C1                             | 5                              | 0                              | 0                              | 27    | 1     | 1     |
| 2021-2022             | Paris Saint-Germain   | Ligue 1               | 0           | 0           | 0           | 0               | 0               | 0               | -                 | -                 | -                 | 1          | 0          | 0          | C1                             | 0                              | 0                              | 0                              | 1     | 0     | 0     |
| 2023-2024             | Paris Saint-Germain   | Ligue 1               | 1           | 0           | 0           | -               | -               | -               | -                 | -                 | -                 | -          | -          | -          | C1                             | -                              | -                              | -                              | 1     | 0     | 0     |
| Sous-total            | Sous-total            | Sous-total            | 107         | 10          | 11          | 15              | 0               | 2               | 7                 | 0                 | 0                 | 4          | 1          | 1          | -                              | 21                             | 3                              | 4                              | 154   | 14    | 18    |
| 2022-2023             | Fulham FC (prêt)      | Premier League        | 3           | 0           | 0           | 3               | 2               | 1               | -                 | -                 | -                 | -          | -          | -          | -                              | -                              | -                              | -                              | 6     | 2     | 1     |
| 2024-2025             | Boavista FC           | Liga NOS              | 4           | 0           | 0           | -               | -               | -               | -                 | -                 | -                 | -          | -          | -          | -                              | -                              | -                              | -                              | 4     | 0     | 0     |
| Total sur la carrière | Total sur la carrière | Total sur la carrière | 189         | 16          | 19          | 23              | 3               | 3               | 13                | 0                 | 0                 | 4          | 1          | 1          | -                              | 32                             | 5                              | 4                              | 261   | 25    | 27    |

### En sélection nationale
| Saison                | Sélection             | Phases finales        | Phases finales | Phases finales | Phases finales | Éliminatoires | Éliminatoires | Éliminatoires | Matchs amicaux | Matchs amicaux | Matchs amicaux | Total | Total | Total |
| Saison                | Sélection             | Compétition           | M              | B              | Pd             | M             | B             | Pd            | M              | B              | Pd             | M     | B     | Pd    |
| --------------------- | --------------------- | --------------------- | -------------- | -------------- | -------------- | ------------- | ------------- | ------------- | -------------- | -------------- | -------------- | ----- | ----- | ----- |
| 2014-2015             | France                | -                     | -              | -              | -              | -             | -             | -             | 2              | 0              | 0              | 2     | 0     | 0     |
| 2015-2016             | France                | Euro 2016             | -              | -              | -              | -             | -             | -             | -              | -              | -              | 0     | 0     | 0     |
| 2016-2017             | France                | -                     | -              | -              | -              | 3             | 0             | 0             | 2              | 1              | 1              | 5     | 1     | 1     |
| 2017-2018             | France                | Coupe du monde 2018   | -              | -              | -              | 2             | 0             | 0             | 2              | 0              | 0              | 4     | 0     | 0     |
| 2018-2019             | France                | Ligue des nations     | -              | -              | -              | 2             | 0             | 0             | -              | -              | -              | 2     | 0     | 0     |
| Total sur la carrière | Total sur la carrière | Total sur la carrière | 0              | 0              | 0              | 7             | 0             | 0             | 6              | 1              | 1              | 13    | 1     | 1     |

### Liste des matches internationaux
| Matches internationaux de Layvin Kurzawa | Matches internationaux de Layvin Kurzawa | Matches internationaux de Layvin Kurzawa     | Matches internationaux de Layvin Kurzawa | Matches internationaux de Layvin Kurzawa | Matches internationaux de Layvin Kurzawa | Matches internationaux de Layvin Kurzawa                       |
|                                          | Date                                     | Lieu                                         | Adversaire                               | Résultat                                 | Compétition                              | Notes                                                          |
| ---------------------------------------- | ---------------------------------------- | -------------------------------------------- | ---------------------------------------- | ---------------------------------------- | ---------------------------------------- | -------------------------------------------------------------- |
| 1.                                       | 14 novembre 2014                         | Stade de la route de Lorient, Rennes, France | Albanie                                  | 1 - 1                                    | Match amical                             | Entré en jeu à la place de Lucas Digne à la 70e minute de jeu. |
| 2.                                       | 18 novembre 2014                         | Stade Vélodrome, Marseille, France           | Suède                                    | 1 - 0                                    | Match amical                             | Titulaire et remplacé par Lucas Digne à la 78e minute de jeu.  |
| 3.                                       | 1er septembre 2016                       | Stade San Nicola, Bari, Italie               | Italie                                   | 1 - 3                                    | Match amical                             | Titulaire et remplacé par Lucas Digne à la 92e minute de jeu.  |
| 4.                                       | 6 septembre 2016                         | Borisov Arena, Borisov, Biélorussie          | Biélorussie                              | 0 - 0                                    | Éliminatoires mondial 2018               | Titulaire.                                                     |
| 5.                                       | 7 octobre 2016                           | Stade de France, Saint-Denis, France         | Bulgarie                                 | 4 - 1                                    | Éliminatoires mondial 2018               | Titulaire.                                                     |
| 6.                                       | 10 octobre 2016                          | Amsterdam Arena, Pays-Bas                    | Pays-Bas                                 | 0 - 1                                    | Éliminatoires mondial 2018               | Titulaire.                                                     |
| 7.                                       | 28 mars 2017                             | Stade de France, Saint-Denis, France         | Espagne                                  | 0 - 2                                    | Match amical                             | Titulaire.                                                     |
| 8.                                       | 31 août 2017                             | Stade de France, Saint-Denis, France         | Pays-Bas                                 | 4 - 0                                    | Éliminatoires mondial 2018               | Titulaire.                                                     |
| 9.                                       | 3 septembre 2017                         | Stadium de Toulouse, France                  | Luxembourg                               | 0 - 0                                    | Éliminatoires mondial 2018               | Titulaire.                                                     |
| 10.                                      | 10 novembre 2017                         | Stade de France, Saint-Denis, France         | Pays de Galles                           | 2 - 0                                    | Match amical                             | Titulaire.                                                     |
| 11.                                      | 14 novembre 2017                         | Cologne, RheinEnergieStadion, Allemagne      | Allemagne                                | 2 - 2                                    | Match amical                             | Entré en jeu à la place de Lucas Digne à la 82e minute de jeu. |
| 12.                                      | 22 mars 2019                             | Chișinău, Stade Zimbru, Moldavie             | Moldavie                                 | 1 - 4                                    | Éliminatoires Euro 2020                  | Titulaire.                                                     |
| 13.                                      | 25 mars 2019                             | Stade de France, Saint-Denis, France         | Islande                                  | 4-0                                      | Éliminatoires Euro 2020                  | Titulaire.                                                     |

### Buts internationaux
| Buts internationaux de Layvin Kurzawa | Buts internationaux de Layvin Kurzawa | Buts internationaux de Layvin Kurzawa | Buts internationaux de Layvin Kurzawa | Buts internationaux de Layvin Kurzawa | Buts internationaux de Layvin Kurzawa | Buts internationaux de Layvin Kurzawa | Buts internationaux de Layvin Kurzawa |
|                                       | Date                                  | Lieu                                  | Adversaire                            | Score                                 | Résultat                              | Compétition                           |                                       |
| ------------------------------------- | ------------------------------------- | ------------------------------------- | ------------------------------------- | ------------------------------------- | ------------------------------------- | ------------------------------------- | ------------------------------------- |
| 1.                                    | 1er septembre 2016                    | Stade San Nicola, Bari, Italie        | Italie                                | 1-3                                   | 1-3                                   | Match amical                          |                                       |

## Palmarès

### En club
|  |  | AS Monaco - Ligue 2 (1) : - Champion : 2013. |  | Paris Saint-Germain - Ligue 1 (5) : - Champion : 2016, 2018, 2019 et 2020 et 2024. - Vice-champion : 2017 et 2021. - Coupe de France (1) : - Vainqueur : 2016 et 2024. - Coupe de la Ligue (3) : - Vainqueur : 2016, 2017 et 2020. - Trophée des champions (3) : - Vainqueur : 2016, 2017 et 2020. - Finaliste : 2021. |

### Distinctions individuelles et records
- Membre de l'équipe-type de Ligue 1 lors de la saison 2013-2014.
- Élu homme du match en Ligue 1 lors de Paris Saint-Germain-Montpellier HSC en 2018-2019 (5-1).
- Premier et seul défenseur de l'histoire à inscrire un triplé en Ligue des champions lors de Paris Saint-Germain-RSC Anderlecht du 31 octobre 2017 (5-0)[32].
- Élu dans le onze de légende de la Coupe Gambardella en 2021[33].

## Vie privée
Layvin Kurzawa possède des origines polonaises par sa mère et porte le nom de famille de cette dernière. 
Son frère Yrlès Teoro-Kurzawa entame également une carrière de footballeur professionnel, à l'OGC Nice,,. Il a une sœur Taëlyne Teoro Kurzawa née en 2010.
En mai 2016, il est accusé d'avoir bénéficié d'un système de fraude au permis de conduire organisée par une auto-école de Neuilly-sur-Seine.
Layvin Kurzawa est en couple avec Mélissa Chovet et est le père d’une fille prénommée Kendjaïa depuis le 14 septembre 2018. Le 16 mai 2022, il est devenu une seconde fois père d'une petite fille prénommée Leynicia.